# Dürrnhof (Pfarrweisach)
Dürrnhof ist ein Gemeindeteil von Pfarrweisach im unterfränkischen Landkreis Haßberge in Bayern. Das Dorf liegt am Waldrand unter der Doppelburg Lichtenstein. Noch im 19. Jahrhundert stand dort ein kleiner Rundturm auf einer kleinen Insel inmitten eines Weihers, der von der Burgenkunde als Wehrspeicher gedeutet wird.

## Geschichte

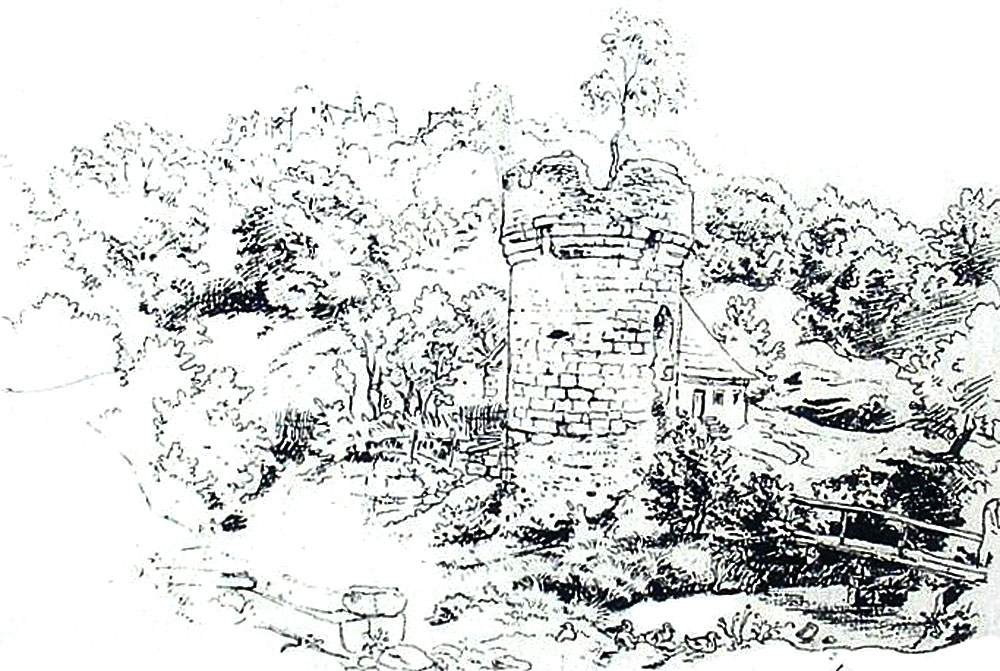
Die Zeichnung Ludwig Richters (1837)

Dürrnhof war der Sitz einer Linie der Familie von Lichtenstein, die mit „Apel von Lichtenstein zu Dörnhof“ 1388 erstmals urkundlich erwähnt wurde. Der Name weist auf eine leicht befestigte Hofstelle hin, auf einen Turmhof. 1993 wurde dem Mittelalterarchäologen Joachim Zeune eine Zeichnung Ludwig Richters (1837) vorgelegt, die als einer der wenigen Nachweise eines fränkischen Wehrspeichers gilt. Das Blatt zeigt im Hintergrund die Burg Lichtenstein, im Tal steht ein niedriger Rundturm schräg vor einem noch unverändert erhaltenen einstöckigen Gebäude. Der Turm beginnt zu zerfallen, der untere Teil der Ummantelung aus regelmäßigen Sandsteinquadern fehlt bereits. Auf der rechten Seite gewährt ein Hocheingang Einlass, die Turmkrone kragt leicht vor. Zwei Wurföffnungen (Maschikulis) durchbrechen die drei gestaffelten Mauerwülste der Vorkragung. Links schließen sich Reste von Mauerwerk an den Bau an.
Der Turm stand wohl auf einer kleinen Insel im Weiher. Auf der Zeichnung ermöglicht eine schmale Holzbrücke den Zugang. Turm und Insel sind verschwunden, das Gebäude im Hintergrund ist jedoch eindeutig identifizierbar. Der Turm erinnert sowohl an die Weiherhäuser des fränkischen Adels und Stadtpatriziats als auch an niedersächsische und westfälische Wehrspeicher.
Gegen die Deutung als Weiherhaus sprechen der runde Grundriss und die geringe Größe. Solche Weihersitze hatten üblicherweise quadratische Sockel mit vorkragenden Obergeschossen, wie beim Topplerschlösschen unterhalb von Rothenburg ob der Tauber. Auch Albrecht Dürer überlieferte auf einigen seiner Grafiken Beispiele. Auch die Wehrspeicher Westfalens und Niedersachsens sind alle über viereckigen Grundrissen errichtet. Die runde Form wäre hier eine regionale Besonderheit. Ähnliche Anlagen wurden in den oberfränkischen Orten Seubersdorf und Schwand ergraben. Ein solcher bewehrter Speicherbau bot einen gewissen Schutz vor den Überfällen kleinerer marodierender Banden. Auch Ratten und Mäuse wurden so von den eingelagerten Vorräten ferngehalten. Im Brandfall war die isolierte Insellage ein weiterer Vorteil, den die Steinarchitektur noch verstärkte.
Neben der kleinen Wasserburg Dippach ist der mutmaßliche Wehrspeicher der Hofstelle Dürrnhof ein gutes Beispiel für die zahlreichen kleinen Ansitze des örtlichen Adels in den Haßbergen im Spätmittelalter. Solche Bauwerke bildeten die unterste Stufe der mittelalterlichen Burgenhierachie, deren Mitte in diesem Hügelland durch die umliegenden Burgen Altenstein, Lichtenstein, Raueneck und Rotenhan vertreten wird.
Das Bayerische Landesamt für Denkmalpflege verzeichnet das Bodendenkmal als mittelalterlichen bis neuzeitlichen Burgstall unter der Denkmalnummer D 6-5830-0022.
Dürrnhof ist eine Station des Burgenkundlichen Lehrpfades des Landkreises Haßberge.